# Dactyloctenium australe
Dactyloctenium australe é uma espécie de planta com flor pertencente à família Poaceae. 
A autoridade científica da espécie é Steud., tendo sido publicada em Synopsis Plantarum Glumacearum 1: 212. 1854.

## Portugal
Trata-se de uma espécie presente no território português, nomeadamente no Arquipélago da Madeira.
Em termos de naturalidade é introduzida na região atrás indicada.

## Proteção
Não se encontra protegida por legislação portuguesa ou da Comunidade Europeia.